# Isotopomeer
Isotopomeren zijn isomeren die dezelfde isotopische samenstelling bezitten, maar de plaats waar zij voorkomen in de molecule verschilt. Isotopen zijn atomen van dezelfde soort, maar zij verschillen in het aantal neutronen in de kern. De term is een samentrekking van isotopische isomeren.
Een voorbeeld van structurele isotopomeren zijn de gedeutereerde varianten van propaan: CH3CHDCH3 en CH3CH2CH2D. In het eerste geval bevindt het deuterium zich op het middelste koolstofatoom, terwijl bij de tweede structuur het deuterium zich in de terminale methylgroep bevindt. Er zijn ook stereo-isotopomeren.
Isotopomeren kunnen gebruikt worden bij het achterhalen van een bepaald reactiemechanisme, omdat de atomen kunnen gevolgd worden in hun verplaatsingen tijdens een reactie.

## Isotopomerie bij NMR
Isotopomerie is voornamelijk van belang bij NMR, waarbij de verschillende pieken die in het 13C-spectrum te zien zijn een resultaat zijn van de verschillende positie die het 13C-isotoop kan innemen in een molecule. Een voorbeeld is ethanol (CH3CH2OH), waarin 2 koolstofatomen voorkomen: één in de methylgroep (CH3) en één in de methyleengroep (CH2). Deze twee koolstofatomen kunnen zowel een 12C als een 13C zijn. Echter, 12C is een NMR-inactief isotoop, wat impliceert dat enkel de 13C-signalen zullen worden opgenomen. Dit resulteert in 2 pieken in het spectrum.